# Cortaderia pilosa
Cortaderia pilosa là một loài thực vật có hoa trong họ Hòa thảo. Loài này được (d'Urv.) Hack. mô tả khoa học đầu tiên năm 1900.